# Corp cavernos al penisului
Corpul cavernos al penisului (singular) (literalmente „corpul cu peșterii” al penisului, plural corp corpi cavernoși ) este formațiunea asemănătoare cu un burete de țesut erectil, pereche, care conține cea mai mare parte a sângelui din penis în timpul erecției.
Corpul cavernos al penisului este omolog cu corpul respectiv al clitorisului la femeie; fiind alcătuit țesutul erectil, cu trabecule și caverne, similar celui masculin.

## Anatomie

Secțiune transversală prin penisul uman

Cei doi corpi cavernoși și corpul spongios (cunoscute și sub numele de corpus cavernos uretrae în textele mai vechi și în diagrama alăturată) sunt trei țesuturi erectile expandabile de-a lungul lungimii penisului, care se umplu cu sânge în timpul erecției penisului. Cei doi corpi cavernoși se întind de-a lungul axului penisului, de la oasele pubiene până la capul penisului, unde se alătură. Aceste formațiuni sunt formate dintr-un țesut asemănător unui burete care conține trabecule, spații neregulate pline de sânge căptușite de endoteliu și separate prin sept de țesut conjunctiv.
Anatomic, penisul nu are bulbi vestibulari, ci în schimb un corp spongios, o regiune mai mică de-a lungul fundului penisului, care conține uretra și formează glandul penisului.

## Fiziologie
În unele circumstanțe, eliberarea de oxid nitric precedă relaxarea mușchilor din corpul cavernos și corpul spongios, într-un proces similar cu excitația feminină. Corpul spongios se umple de sânge, din arterele de pe lungimea penisului. O parte din sânge intră în corpul spongios; restul se angajează în corpii cavernoși, care se extind până la 90%, utilizând sângele implicat în erecție, crescând atât în lungime cât și în diametru. Funcția corpului spongios este de a preveni compresia uretrei în timpul erecției.
Sângele poate părăsi țesutul erectil doar printr-un sistem de drenare a venelor din jurul peretelui exterior al corpului cavernos. Țesutul spongios în expansiune presează împotriva unui țesut dens din jur (tunica albuginea) care constrânge aceste vene, împiedicând ieșirea sângelui. Ca urmare, penisul devine rigid. Glandul penisului, capătul extins al corpului spongios, rămâne mai maleabil în timpul erecției, deoarece tunica albuginea este mult mai subțire decât în altă parte a penisului.